# Denys Szmyhal
Denys Anatolijowycz Szmyhal, ukr. Денис Анатолійович Шмигаль (ur. 15 października 1975 we Lwowie) – ukraiński polityk, urzędnik, ekonomista i menedżer, w 2020 wicepremier i minister rozwoju społeczności lokalnych, w latach 2020–2025 premier Ukrainy, od 2025 minister obrony.

## Życiorys
W 1997 ukończył studia z zakresu zarządzania produkcją na Politechnice Lwowskiej, w 2003 uzyskał stopień kandydata nauk ekonomicznych. W latach 1995–2009 pracował w różnych przedsiębiorstwach we Lwowie, w tym na kierowniczych stanowiskach. Następnie zajmował wyższe stanowiska urzędnicze w Lwowskiej Obwodowej Administracji Państwowej. W 2014 był zastępcą dyrektora departamentu głównego do spraw przychodów w obwodzie lwowskim. Od 2015 związany z siecią handlową Lwiwchołod, w tym jako wiceprezes i dyrektor generalny. Od 2017 na kierowniczych funkcjach w sektorze energetycznym.
W sierpniu 2019 objął stanowisko przewodniczącego Iwanofrankiwskiej Obwodowej Administracji Państwowej. 4 lutego 2020 został wicepremierem oraz ministrem rozwoju społeczności lokalnych w rządzie Ołeksija Honczaruka. 4 marca 2020 Rada Najwyższa powołała go na nowego premiera Ukrainy, tego samego dnia parlament zatwierdził również skład jego gabinetu.
15 lipca 2025, w związku z planowaną rekonstrukcją rządu, złożył rezygnację ze stanowiska premiera. Następnego dnia Rada Najwyższa przyjęła jego rezygnację. Na czele rządu stał do 17 lipca 2025, kiedy to zastąpiła go Julija Swyrydenko. Tego samego dnia wszedł w skład jej gabinetu, obejmując w nim urząd ministra obrony.

## Odznaczenia
- Krzyż Komandorski Orderu Wielkiego Księcia Giedymina (Litwa, 2023)[8]